# Rovira (släkte)
Rovira är ett släkte av insekter. Rovira ingår i familjen myrlejonsländor.
Kladogram enligt Catalogue of Life:
| Rovira | \| \| Rovira punctatus \| \| \| \| \| \| Rovira serranus \| \| \| \| |
|        | \| \| Rovira punctatus \| \| \| \| \| \| Rovira serranus \| \| \| \| |
|        | Rovira punctatus                                                     |
|        |                                                                      |
|        | Rovira serranus                                                      |
|        |                                                                      |